# Delphacodes tapina
Delphacodes tapina är en insektsart som först beskrevs av Franz Xaver Fieber 1866.  Delphacodes tapina ingår i släktet Delphacodes och familjen sporrstritar. Inga underarter finns listade i Catalogue of Life.